# Oxytropis schrenkii
Oxytropis schrenkii är en ärtväxtart som beskrevs av Ernst Rudolf von Trautvetter. Oxytropis schrenkii ingår i släktet klovedlar, och familjen ärtväxter. Inga underarter finns listade i Catalogue of Life.